# Ветха
Ветха — река в России, протекает в Пошехонском районе Ярославской области. Название по карте — Ветхи. Исток реки находится около деревень Большие и Малые Ветхи. Около истока в реку выходят осушительные канавы мелиоративной системы. Река течёт в основном на запад, между Большими и Малыми Ветхи, по правому берегу минует Выползово и Верещагино. У Верещагино отметка уровня воды 130,5 м. Непосредственно за Верещагиным реку пересекает дорога местного значения из Яковлевского на Тимино и Дмитриевское. После этого с левого берега урочище Просеки и за ним Андрианова Слобода, после которой река поворачивает на северо-запад. Далее по правому берегу следуют деревни Ревякино, Чулково, Рогалево. В посёлке Ясная поляна реку пересекает трасса Р-104, после чего сразу следует устье реки, которое находится в 9,8 км по левому берегу от устья реки Согожи, в настоящее время залива Рыбинского водохранилища. До его строительства Согожа была притоком Шексны. Длина реки составляет 19 км.

## Данные водного реестра
По данным государственного водного реестра России относится к Верхневолжскому бассейновому округу, водохозяйственный участок реки — Рыбинское водохранилище до Рыбинского гидроузла и впадающие в него реки, без рек Молога, Суда и Шексна от истока до Шекснинского гидроузла, речной подбассейн реки — Реки бассейна Рыбинского водохранилища. Речной бассейн реки — (Верхняя) Волга до Куйбышевского водохранилища (без бассейна Оки).
Код объекта в государственном водном реестре — 08010200412110000010072.